# Boscos de frondoses de l'Himàlaia oriental
Els boscos de frondoses de l'Himàlaia oriental és una ecoregió de bosc temperat de frondoses que es troba a les elevacions mitjanes de l'Himàlaia oriental, incloent algunes parts del Nepal, l'Índia i Bhutan. Aquests boscos tenen una riquesa destacada de vida salvatge.

## Descripció
Aquesta ecoregió té una superfície de 83.100 km² i constitueix una banda de boscos temperats de frondoses que es troben en escarpades vessants de l'Himàlaia entre aproximadament 2.000 i 3.000 m. S'estén des del riu Kali Gandaki al Nepal a través de Sikkim i Bengala Occidental a l'Índia, el Bhutan i l'estat indi d'Arunachal Pradesh.
Els boscos de frondoses temperats transiten cap als boscos de pins subtropicals de l'Himàlaia i els boscos de frondoses subtropicals de l'Himàlaia a altituds més baixes, i als boscos de coníferes subalpines de l'Himàlaia Oriental a les elevacions més elevades. Aquesta zona rep més de 2000 mm de pluges a l'any, caigudes principalment de maig a setembre durant el monsó.

## Flora
Els boscos de frondoses de l'Himàlaia oriental són diversos i rics en espècies, (en particular d'alzines i rododendres) i moltes espècies endèmiques, incloent plantes d'origen indomalai, indoxinès, himalaïc, asiàtic oriental i fins i tot Gondwànic.
L'ecoregió té dos grans tipus de bosc: caducifoli i perennifoli. Els boscos de fulla perenne els caracteritzen roures (Quercus spp.), Principalment Quercus lamellosa, juntament amb Lithocarpus pachyphylla, Rhododendron arboreum, Rhododendron falconeri, Rhododendron thomsonii, Michelia excelsa, Michelia cathcartii, Bucklandia populnea, Symplocos cochinchinensis, Magnolia spp., Cinnamomum spp., i Machilus spp.
Les nombroses espècies de rododendres inclouen més de cinquanta a Sikkim i una altra seixantena a Bhutan.
Al llarg dels boscos caducifolis, les espècies arbòries predominants són l'auró de l'Himàlaia (Acer campbellii), Juglans regia, Alnus nepalensis, Betula alnoides, Betula utilis i Echinocarpus dasycarpus.
Finalment a l'est del Nepal hi ha zones més humides dominades per una barreja de Magnolia campbellii, Acer campbellii i Osmanthus suavis juntament amb l'avellana de l'Himàlaia (Corylus ferox).

## Fauna
Els boscos acullen més de 500 espècies d'ocells, algunes de les quals migren cap a l'Himàlaia més alt durant l'estiu calorós. Hi ha dotze espècies d'ocells gairebé endèmiques, així com el Spelaeornis caudatus estrictament endèmica. Algunes espècies d'ocells, especialment faisà, tragopan i calau, es veuen amenaçades fàcilment pels canvis en l'hàbitat i entre les que s'hi troben hi destaquen el calau collrogenc amenaçada a nivell mundial (Aceros nipalensis), la monal cuablanc (Lophophorus sclateri), l'agró ventreblanc (Ardea insignis), el tragopan de Blyth (Tragopan blythii) i el trogon de Ward (Harpactes wardi).
Hi ha quatre mamífers endèmics o gairebé endèmics, incloent el langur daurat de Gee (Trachypithecus geei) que es troba al nord del riu Brahmaputra entre els rius Sankosh i Manas. Altres mamífers endèmics són l'esquirol volador de Hodgson (Petaurista magnificus), l'esquirol volador de Namdapha (Biswamoyopterus biswasi) i Niviventer brahma, mentre que les espècies en perill d'extinció que es troben aquí inclouen una població de tigres de Bengala adaptats als pendents més alts de muntanya i que tenen una alta prioritat de conservació.
Altres espècies en perill d'extinció inclouen el takin (Budorcas taxicolor) i el serau de l'Himàlaia (una subespècie de Capricornis sumatraensis), així com els vulnerables ratpenat sicari (Myotis sicarius), el macaco d'Assam (Macaca assamensis), el macaco ursí (Macaca arctoides), cuó (Cuon alpinus), mostela de llom ratllat (Mustela strigidorsa), lleopard ennuvolat (Neofelis nebulosa) i esquirol de l'Irauadi (Callosciurus pygerythrus).
A la zona també s'inclouen pedaços de bosc d'avet amb un sotabosc de bambú que acull el panda vermell comú en perill d'extinció (Ailurus fulgens).